# Акафистная Зографская икона Божией Матери
Икона Божией Матери «Акафистная» — икона Богородицы, почитаемая чудотворной, находится в Успенской церкви афонского Зографского монастыря. Празднование иконе совершается 10 (23) октября.
Относится к иконописному типу Одигитрия. Богомладенец изображён на левой руке Богородице с благословляющей десницей и свёрнутым свитком в левой руке. Размер иконы 36 на 28 см.

## История
О первом чуде, прославившем икону, сообщает Афонский патерик. После заключения Лионской унии 1274 года западно-европейские войска совершили ряд военных походов против Византийской империи и в один из них нашествие войск затронуло Афон. Согласно патерику, старцу-отшельнику Зографского монастыря во время молитвы от иконы Богородицы был глас, что монастырь будет осаждён и братия примет мученическую смерть. Старец сообщил об этом другим насельникам. 26 старцев вместе с игуменом, заперлись в монастырской башне и отказавшись принять унию были сожжены заживо (см. Зографские мученики). Это событие датируют 10 октября 1274 (или 1275, или 1276) года. Позднее среди пепелища икона Богородицы была найдена неповреждённой.
В Зографском монастыре икона известна под названием «Хэрово» или «Предвозвестительница». В монастыре в честь иконы на литургии возможна замена причастна литургии чтением акафиста. Иконе приписывают чудесное спасение монастыре от пожара в 1873 году. В честь этого 28 июля совершается бденная служба Богородицы с крестным ходом.
Икона находится в Успенской церкви монастыря и по мнению учёных может быть датирована не ранее XVIII века. Икона украшена серебряной ризой (пожертвована в 1846 году русским купцом С. М. Комаровым) и рамой с изображениями церковных праздников.